# Cueca

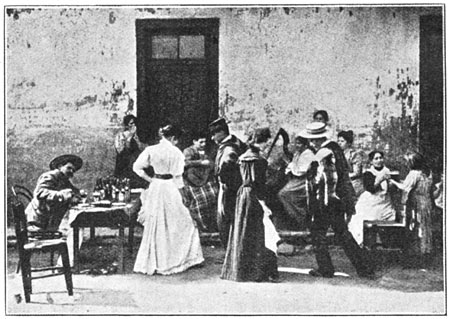
Danseurs de cueca en 1906

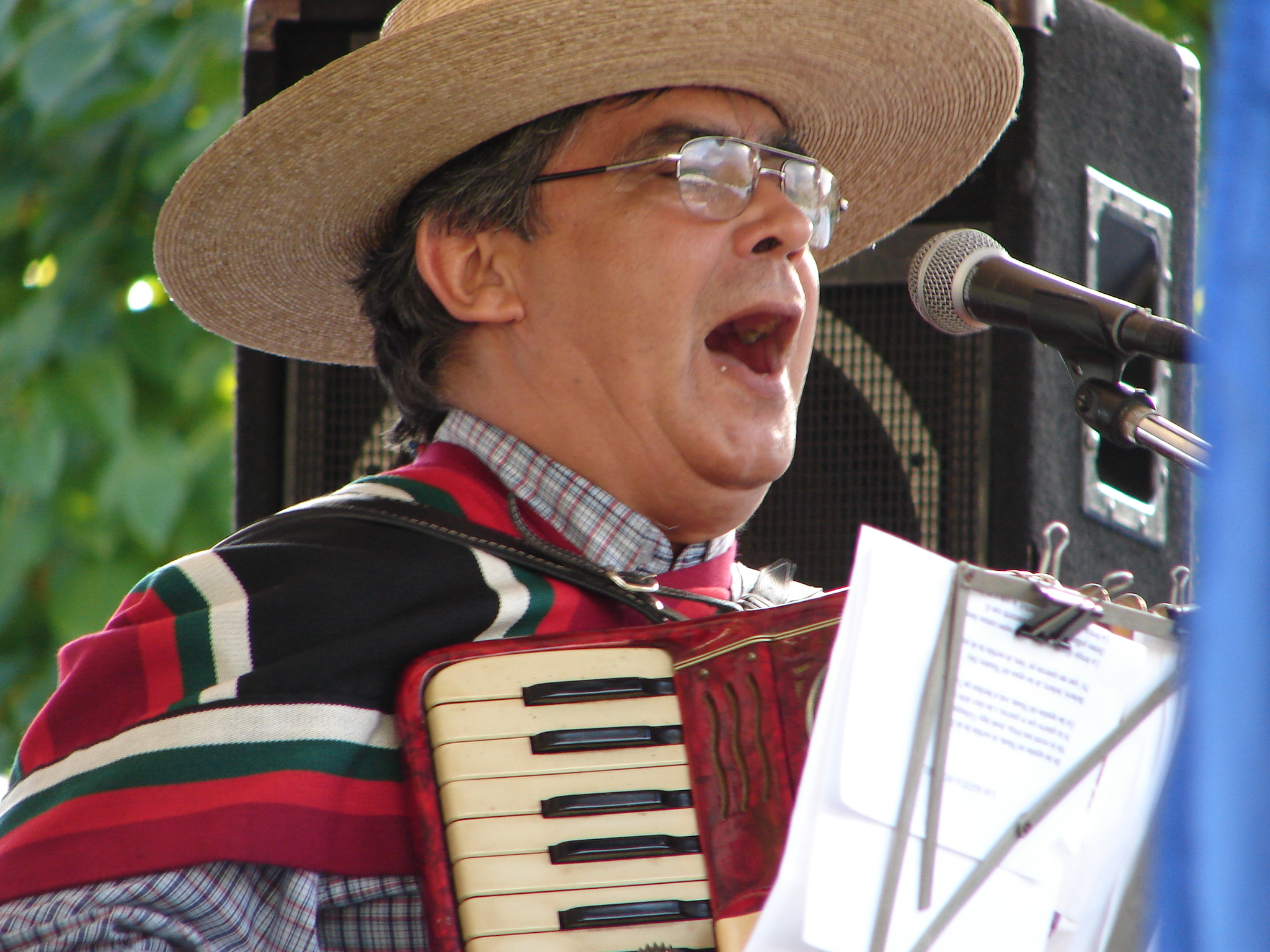
Chanteur de cueca durant les Fêtes de la Patrie au Chili

La cueca est la danse traditionnelle chilienne des huasos. Elle est aussi la danse nationale de la Bolivie et de l'Argentine. En Bolivie il y a différents types de Cueca : Cueca Paceña, Cueca Cochabambina, Cueca Chuquisaqueña, Cueca Potosina et Cueca Chapaca (Tarijeña). En Argentine il y a différents types de Cueca: Cueca Cuyana, Cueca Riojana et Cueca Norteña.
Elle est déclarée « danse nationale » du Chili depuis 1979. Son origine est incertaine, néanmoins il est certain que cette danse est métissée du fait de sa ressemblance avec les danses espagnoles, péruviennes (zamacueca, plus lente) et mapuches.
C'est une danse de couple, une danse de séduction, où les deux partenaires exécutent des pas en cercle, tenant un mouchoir dans une main, l'autre main sur la hanche.
Comparée aux autres cuecas, la cueca chilienne, très typée, se reconnait facilement à son chant et sa structure, peu habituels pour une oreille européenne.
La cueca est encore en 2020 une réalité très actuelle. Elle fait ainsi l'objet de nombreuses soirées, festivals et championnats mis sur internet sur différentes plateformes vidéo de façon importante.
On notera que comme pour nombre de musiques latino américaines, le public frappe dans ses mains deux fois sur les trois temps du rythme ternaire (6/8).
Les cordes en rythmique (guitare, charango parfois) marquent aussi ces temps par des claqués ou étouffés et des redoublements.
L'accordéon a pris une place prépondérante comme instrument assurant à la fois la mélodie ou le contre-chant et l'accompagnement, mais le violon est aussi présent, avec là aussi des motifs très reconnaissables comme les trémolos répétés sur une note.